# Розчинна кава

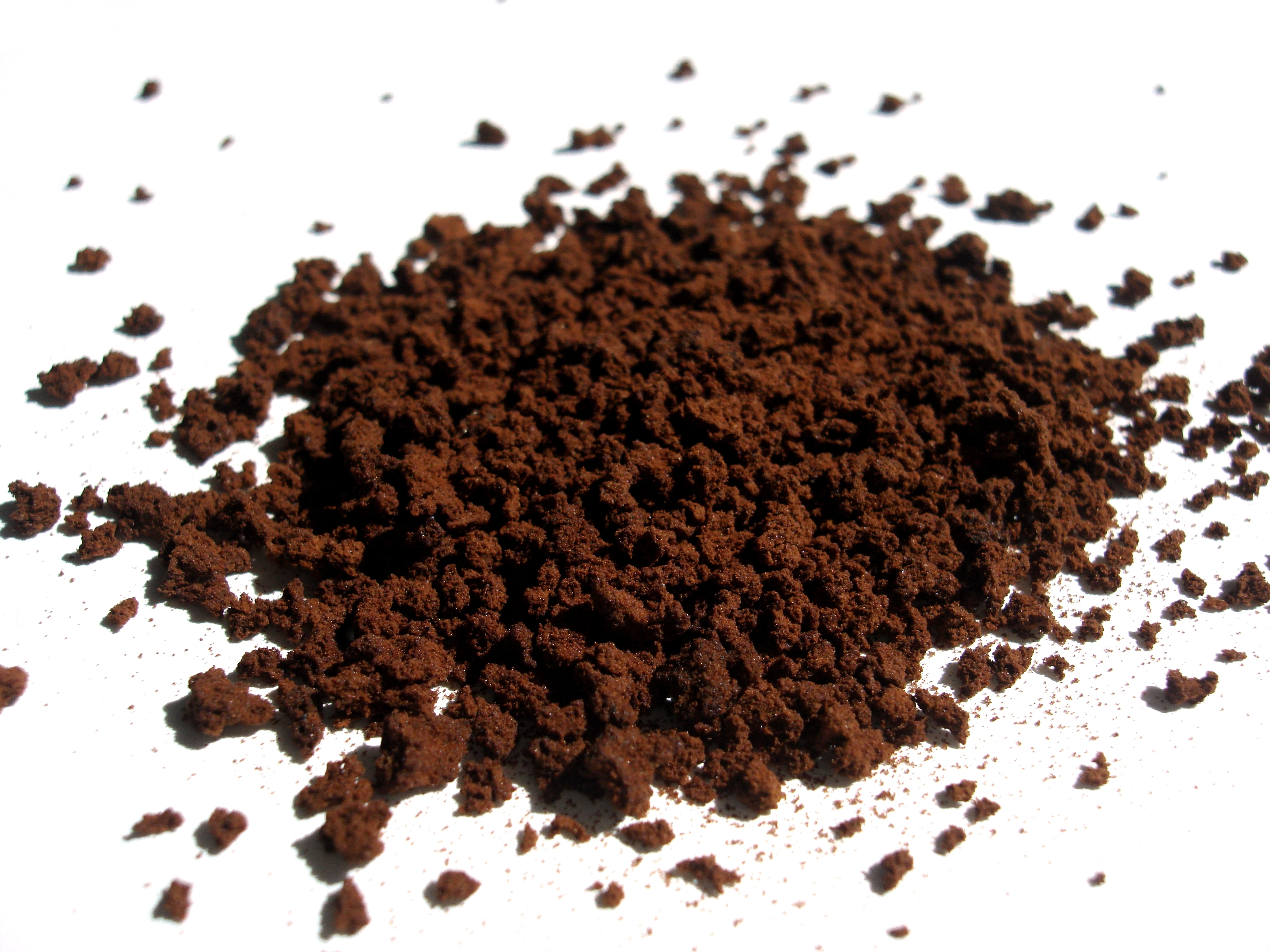
Розчинна кава

Розчи́нна ка́ва — це напій, отриманий зі смажених зерен кавового дерева, які за допомогою виморожувального сушіння або сухого розпилення перетворюються в порошок або гранули. В гарячій воді ця сировина розчиняється і утворюється напій зі смаком, близьким до смаку натуральної кави. У деяких марках розчинної кави, крім власне дегідратації, здійснюється ще й декофеїнізація — зменшення вмісту кофеїну.

## Історія
Розчинну каву винайшов 1890 року Девід Странг з Інверкаргілла, Нова Зеландія, під патентним номером 3518. Вона продавалась під торговою маркою Strang's Coffee. Раніше вважалось, що розчинну каву винайшов Саторі Като, японський вчений, який працював у Чикаго в 1901. 
1903 року Людвіг Роселіус (Ludwig Roselius) винайшов декофеїнізацію. 
В 1906 році англійський хімік Джордж Констант Вашингтон (George Constant Washington), що жив в Гватемалі, розробив першу розчинну каву, придатну до масового випуску. 1909 року він вивів на ринок «Red E Coffee» — першу комерційну розчинну каву. 
В 1938 з'явилася перша справді широко поширена марка розчинної кави — Nescafe, як результат спільних зусиль фірми Nestl S.A. та бразильського уряду, що вирішував проблему надлишків кави. Продукт швидко набув популярності в США після Другої світової війни і потім поширився у всьому світі. 

## Технологія виготовлення
При виготовленні розчинної кави кавові зерна обсмажують, подрібнюють та обробляють гарячою водою. Одержаний концентрований розчин або висушують, перетворюючи на порошок (Порошкова кава), або заморожують і сушать у вакуумі для отримання сублімату (Сублімована кава (інші назви — виморожена, «фриз-драйд»), або кавовий порошок зволожують ще раз, перетворюючи в гранули (гранульована кава).
Відома також щонайменше одна марка розчинної кави у вигляді концентрованої рідини.

## Переваги та недоліки розчинної кави
Перевагами розчинної кави є швидкість приготування та більший термін зберігання (натуральна кава внаслідок випаровування кавових олій достатньо швидко втрачає аромат).
Основний недолік розчинної кави — значно слабший, ніж у натуральної кави аромат. У дорогих марках кави виробники борються з цим, додаючи в продукт штучні або натуральні кавові ефірні олії. Смак розчинної кави достатньо сильно відрізняється від натурального, особливо в дешевих сортів. Розчинна кава містить менше кофеїну в процентному співвідношенні та гіркий компонент смаку очевидніший. Часто для виробництва розчинної кави використовуються кавові зерна найнижчої якості (найкращі зерна залишають для продажу цілими), й іноді в процесі виробництва використовують небажаний осад, що залишився після збирання врожаю. Найчастіше це зводить нанівець переваги найдорожчого виробництва — сублімації.
Існує «органічна» кава, яку виробляють із зерен, що вирощуються і переробляються на спеціальних установках без використання синтетичних хімікатів.
Промислове виробництво розчинної кави пов'язане з інтенсивним виділенням майже всіх розчинних сполук з подрібнених обсмажених кавових зерен. Природно, що результатом цього процесу є поєднання компонентів, відмінне від звичайного заварювання.